# Rue du Chaffault
La rue du Chaffault est une voie située dans le 12e arrondissement de Paris, en France.

## Situation et accès
Elle débute rue Jeanne-Jugan et se termine rue de l'Amiral-Courbet à Saint-Mandé.

## Origine du nom
Elle porte le nom de Louis Charles du Chaffault de Besné, lieutenant-général des armées navales françaises au XVIIIe siècle.

## Historique
Il s'agissait précédemment d'une portion de la rue de l'Amiral-Courbet à Saint-Mandé, avant son annexion par Paris en 1929, elle menait alors jusqu'à l'avenue Lamoricière.
Après sa création, la rue de Chaffault a été amputée à trois reprises :
- en 1932, la partie comprise entre les fortifications et l’avenue Lamoricière. Elle était nommée alors « ruelle des Hospices ».
- en 1955, la partie comprise entre l'avenue Lamoricière et le boulevard Carnot a été supprimée ;
- en 1969, la partie comprise entre le boulevard Carnot et la rue Jeanne-Jugan a été supprimée pour le passage du boulevard périphérique[1].

La voie était incluse dans la ZAC Porte-de-Vincennes.